# Шпион, который меня любил (роман)
«Шпион, который меня любил» (англ. The Spy Who Loved Me) — девятый роман Яна Флеминга о Джеймсе Бонде.

## Сюжет
В романе «Шпион, который меня любил» читателю выпадает уникальная возможность — взглянуть на непобедимого агента 007 под другим углом, глазами влюбленной в него молодой женщины, канадки Вивьен Мишель, волею безжалостной судьбы втянутой в беспощадную аферу гангстеров.

## Персонажи
- Вивьен Мишель — главная героиня своего рассказа, девушка Бонда
- Джеймс Бонд / Агент 007 — главный герой рассказа
- Сол Хоровитц / Хоррор (Ужас) — главный злодей рассказа
- Морант / Стрелок — главный злодей рассказа
- Дерек Маллаби — первый парень Вивьен Мишель
- Курт Рейнер — второй парень Вивьен Мишель
- Джед Фэнси — второстепенный злодей рассказа
- Милдред Фэнси — второстепенный злодей рассказа
- Мистер Сангветти — второстепенный злодей рассказа

## Одноимённая экранизация романа (1977)
Как и роман Яна Флеминга, фильм с Роджером Муром Шпион, который меня любил стал десятым. Этот фильм считается лучшим фильмом Роджера Мура в роли 007 и первым фильмом, снятым по персонажам, а не по событиям романа.